# Forteresse d'Hamina
La forteresse d'Hamina (finnois : Haminan linnoitus) est  une forteresse située au centre d'Hamina en Finlande,.

## Historique

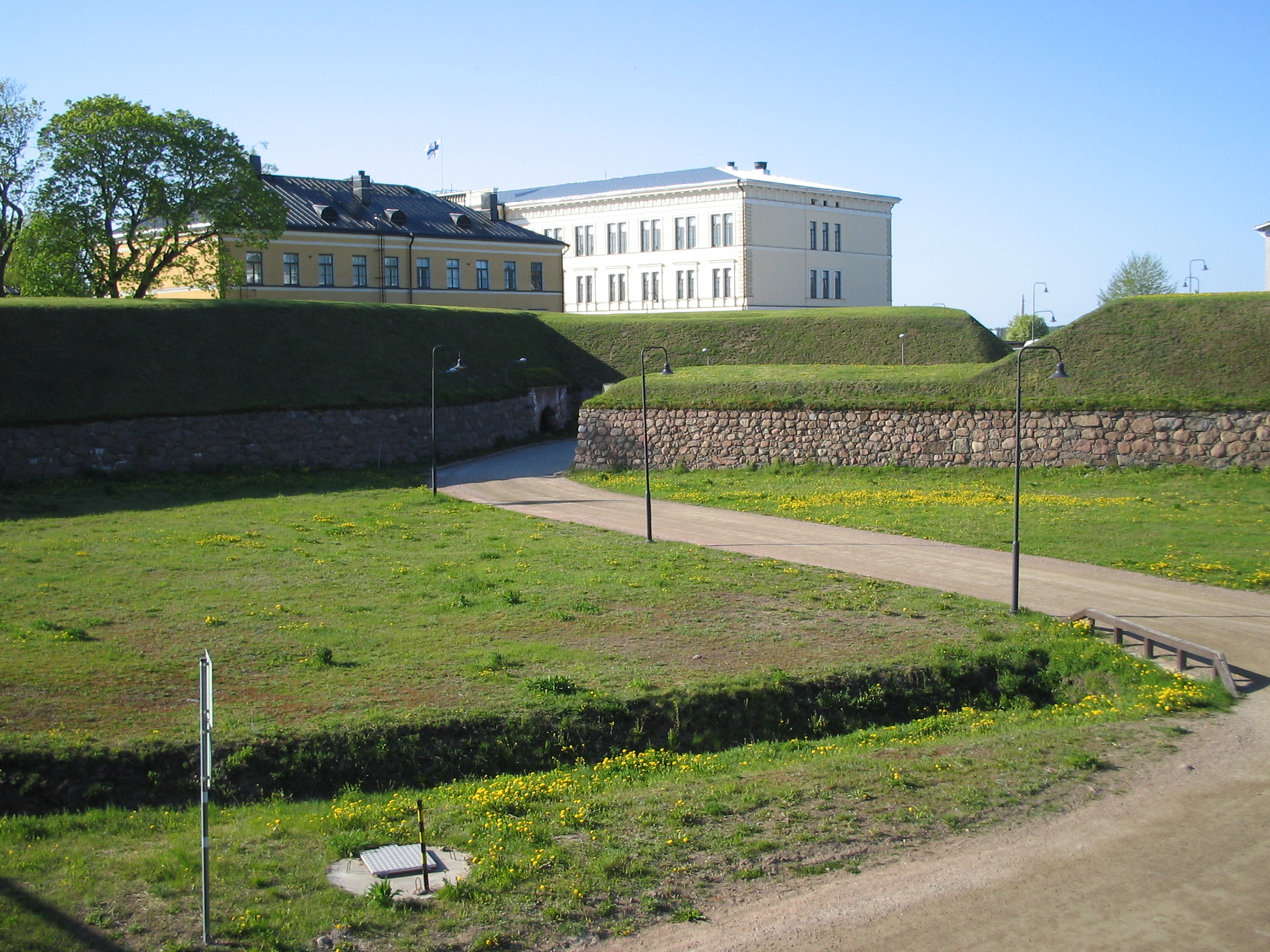
Les remparts du bastion de Savonlinna, au fond le bâtiment principal de l'école des officiers de réserve

C'est en 1720 que débuta la construction des bastions de Hamina, selon un plan basé sur un concept italien datant du XVIe siècle. 
La forteresse est alors conçue en hexagone, aux six côtés duquel il fut attribué des noms de villes finlandaises; ces derniers englobent une ville circulaire, dont le centre est l'hôtel de ville. 
Bâti en 1797, celui-ci fut rénové en 1840 à l'issue d'une incendie par Carl Ludwig Engel dans un style néoclassique. 
Huit routes s'y rejoignent selon un plan radial. 
La construction de la forteresse d'Hamina, conduite par le Général suédois Axel von Löwen, n'eut cependant pas le temps d'aboutir. 
Lorsque les Russes s'emparèrent de la ville lors de la Guerre de 1741-1742, les bastions n'existaient encore que sous la forme de remparts de sable. 
C'est pour protéger St-Pétersbourg, alors capitale impériale, que les Russes lancèrent un vaste projet de fortifications dans la Finlande du Sud-Est, mené par le Général Alexandre Souvorov. 
Les remparts de sable furent dès lors consolidés en pierre, tandis que le bastion central venait compléter le tout, en accord avec les concepts architecturaux russes de l'époque. 
La forteresse d'Hamina perdit toute son importance à l'issue de la Guerre de Finlande, qui vit la totalité de la Finlande cédée à la Russie. 
Une partie des fortifications fut démolie, dont le bastion d'Helsinki, situé sur l'actuelle place du marché. 
Cependant, outre cette démolition, les bastions traversèrent les trois siècles qui suivirent sans trop souffrir de l'Histoire, de telle manière qu'ils se présentent aujourd'hui sous leur forme quasi originale et continuent de caractériser Hamina par sa structure symétrique.

## Bastions

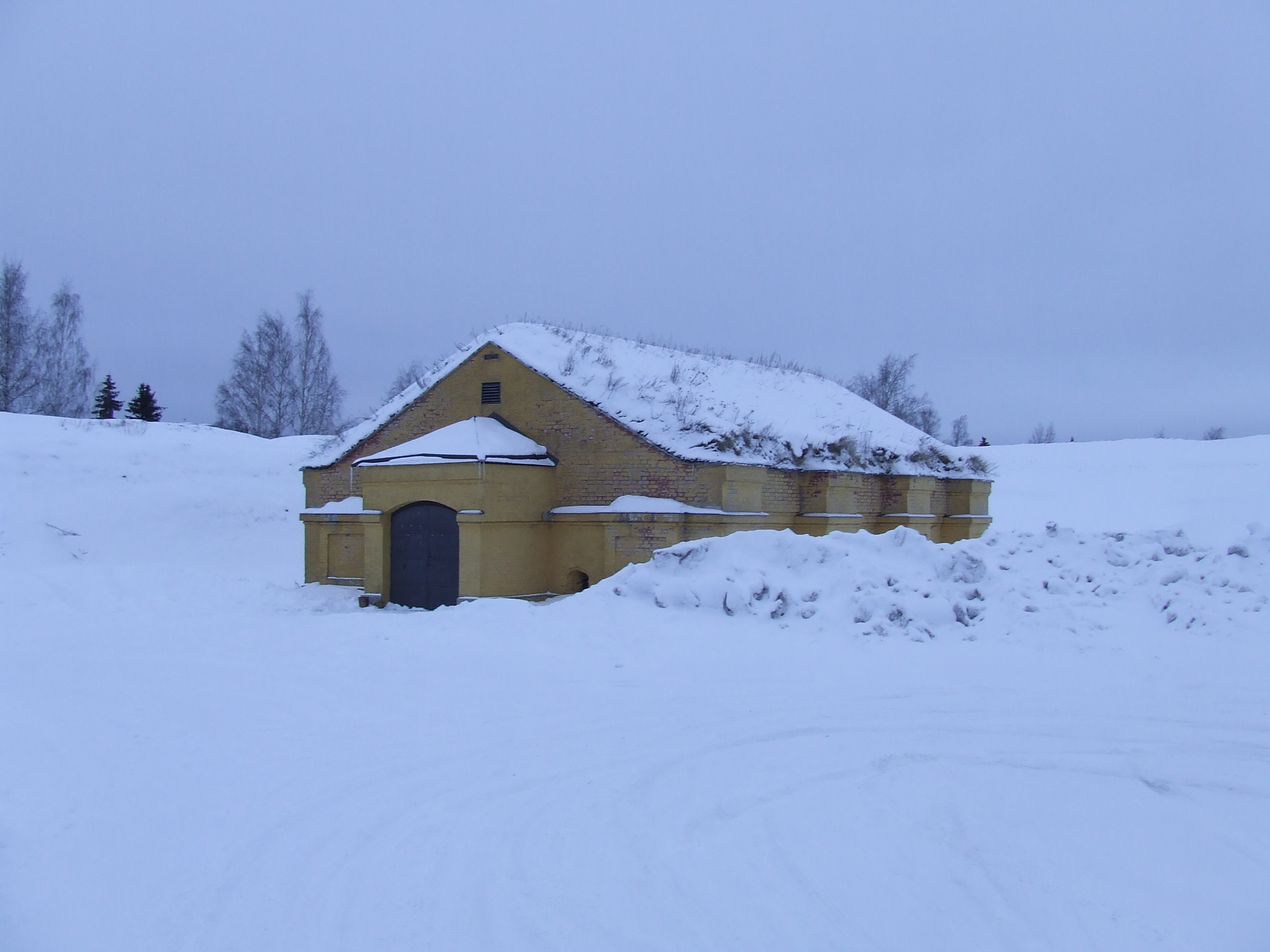
Entrepôt de poudre à canon.

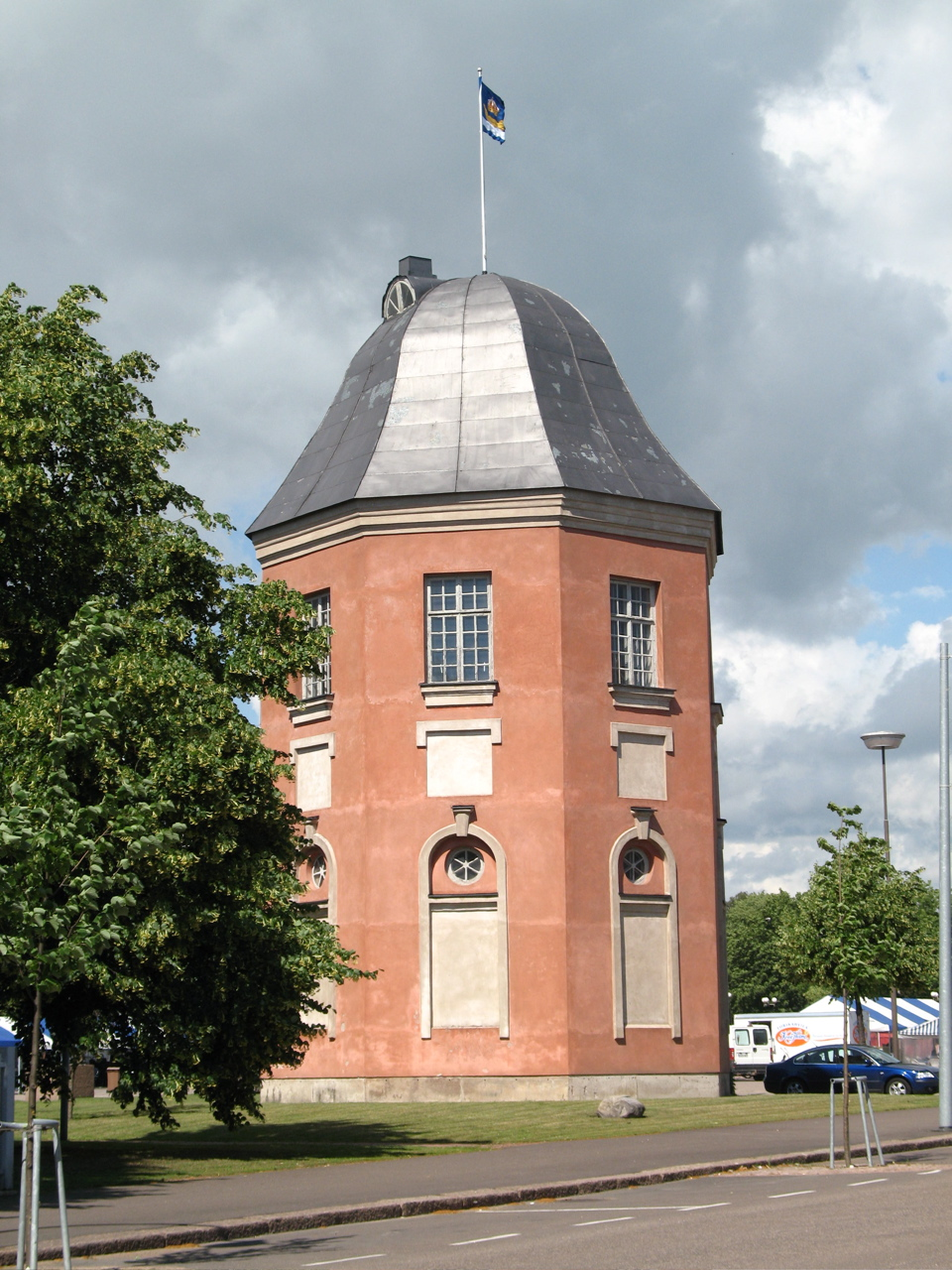
Tour du drapeau

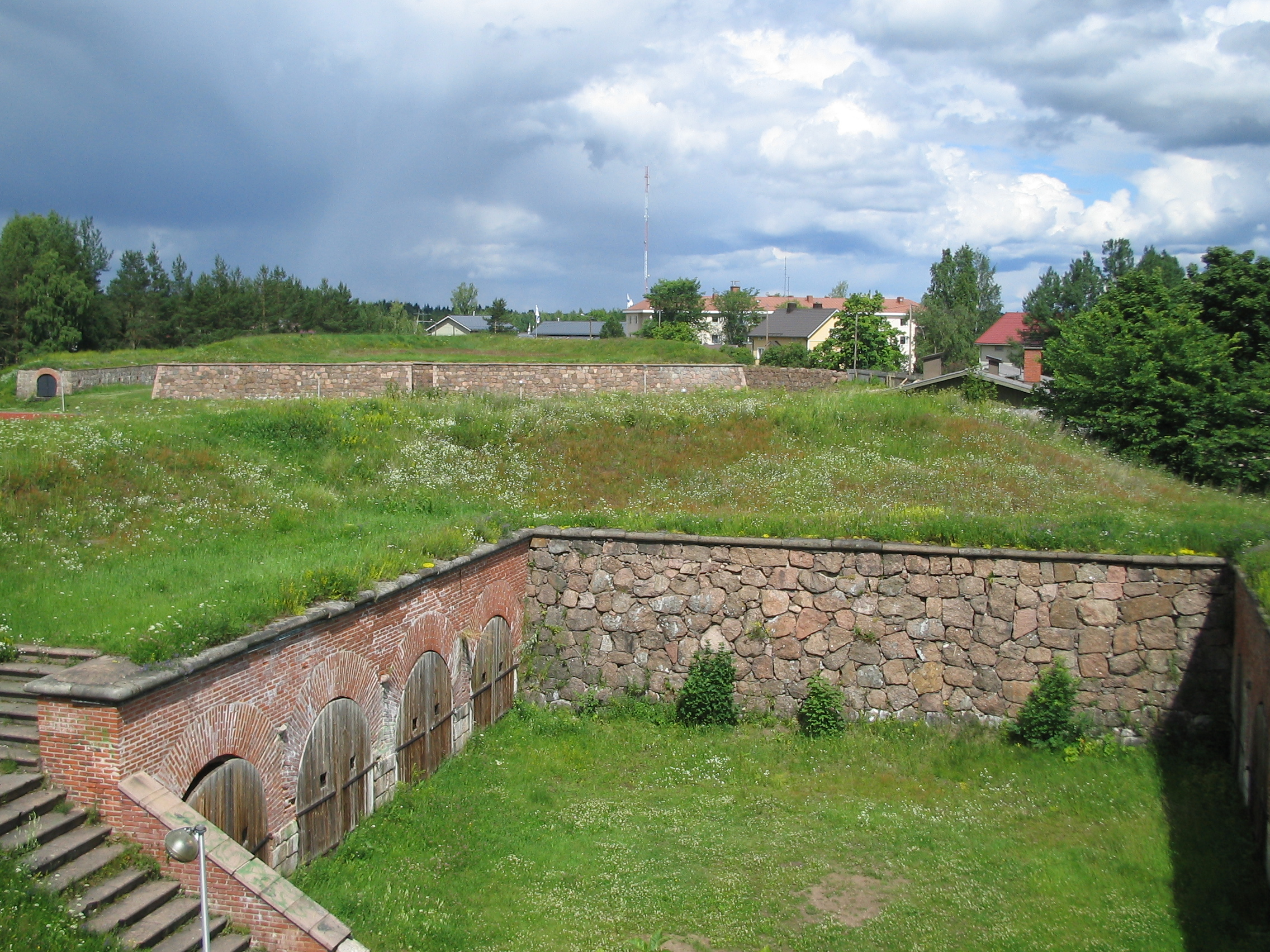
Caponnière et fort.

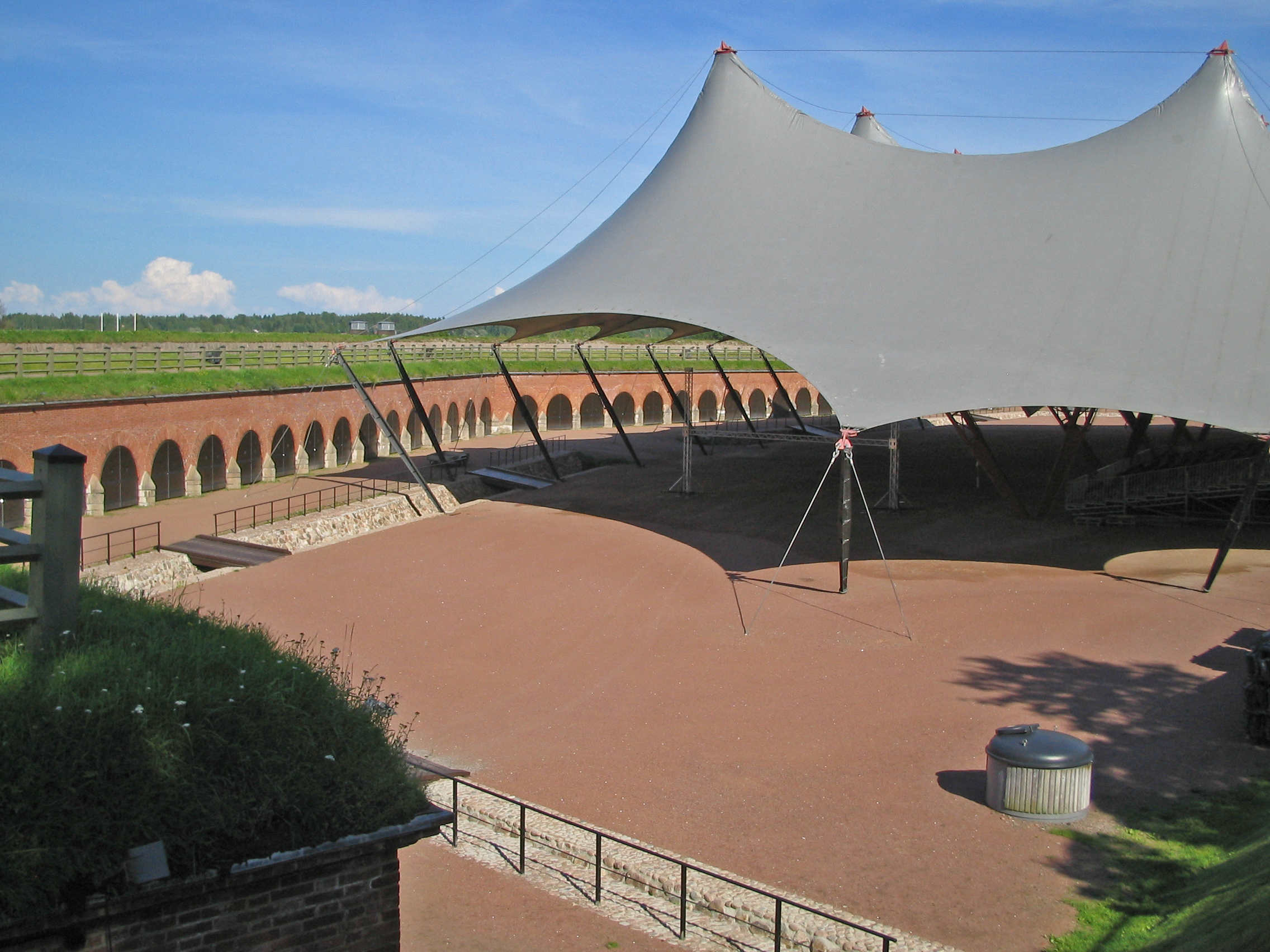
Bastion central aux 58 casemates.

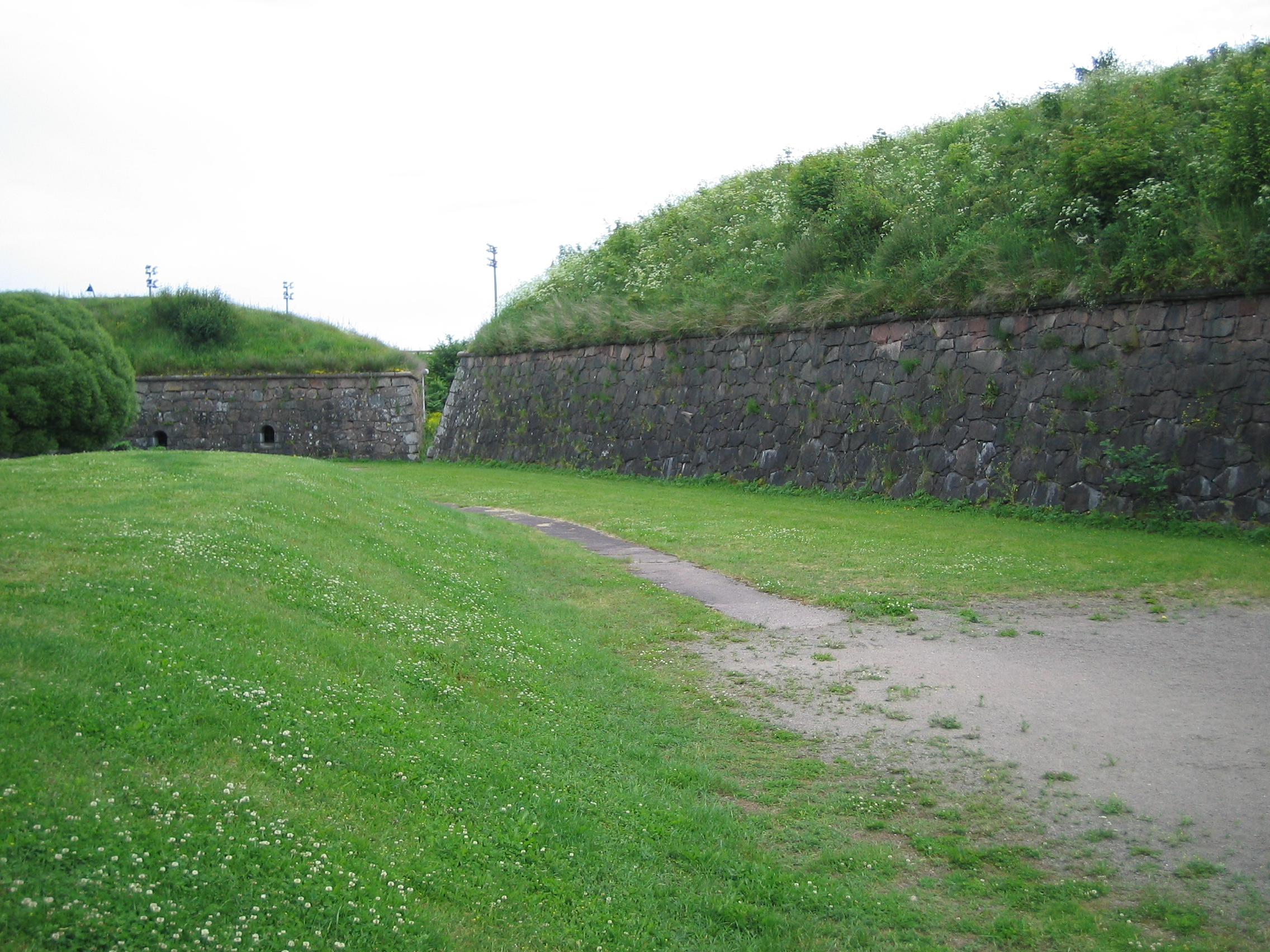
Caponnière et muraille de défense principale.

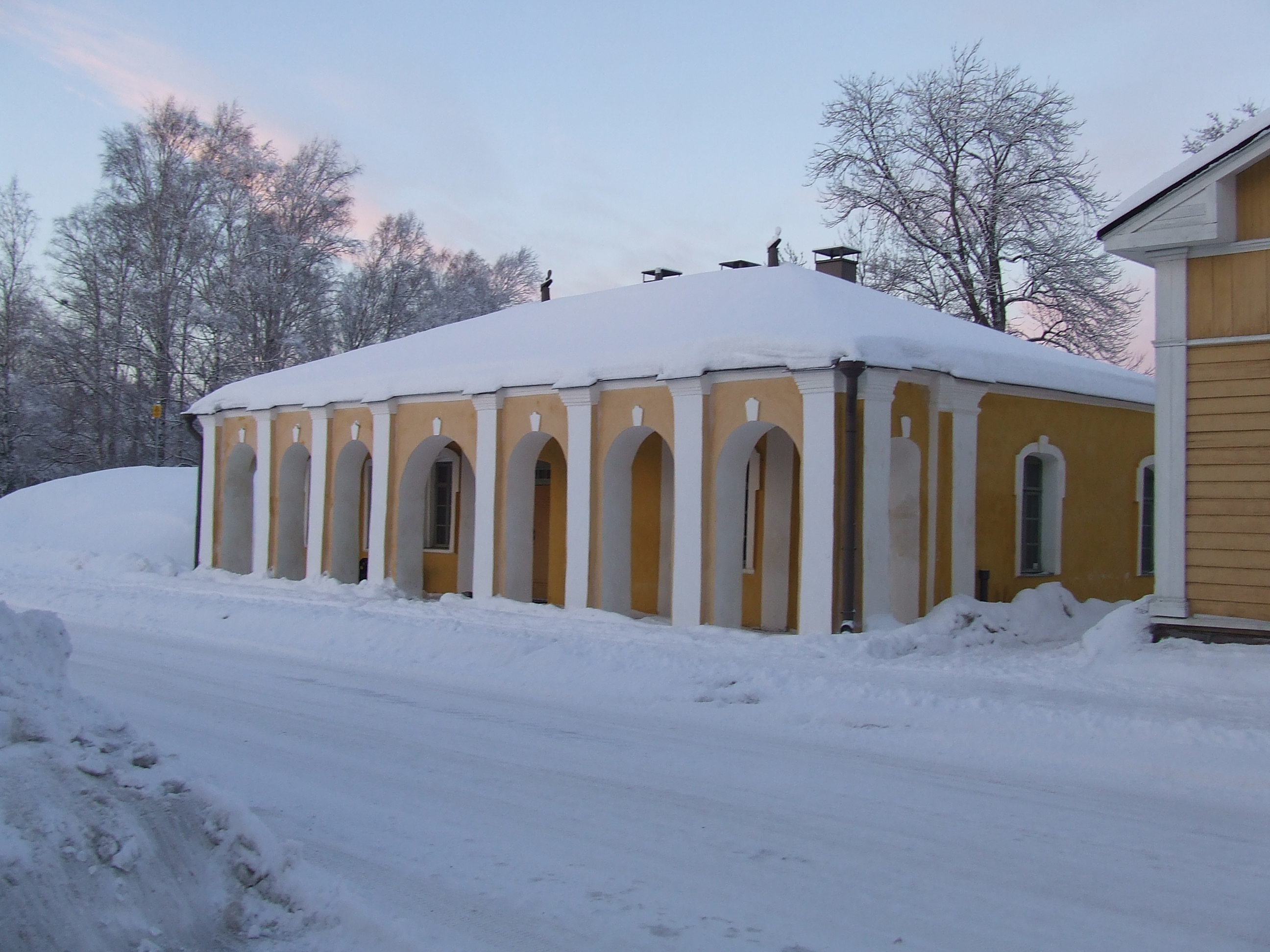
Poste de garde de la porte de Lappeenranta.

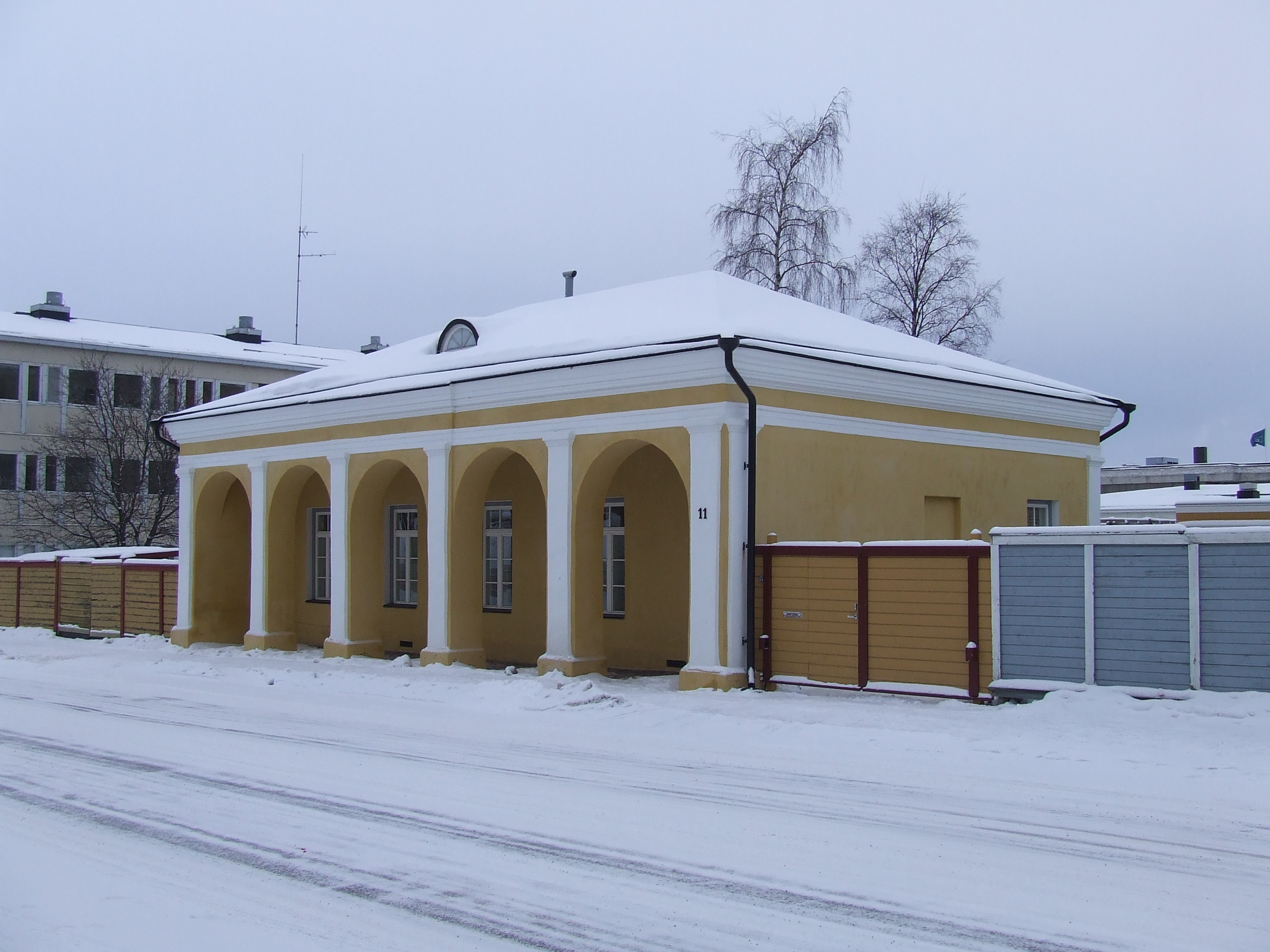
Poste de garde de la porte de la mer.

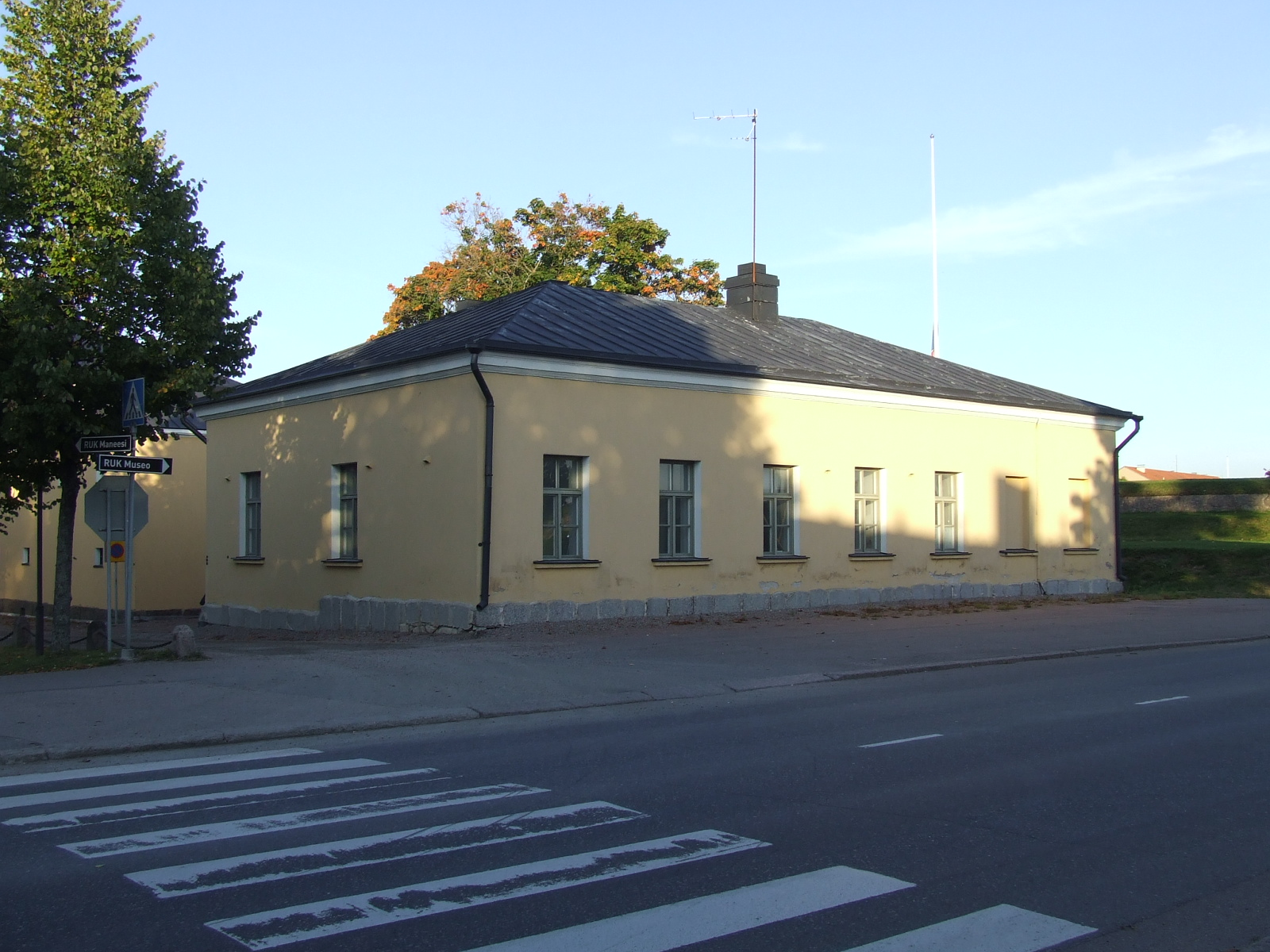
Poste de garde de la porte de Viipuri.

La forteresse est à l'origine entourée de sept bastions, dont six subsistent encore a notre époque.

### Bastion central
Le bastion central est situé à l'extrémité nord de la forteresse, sur les rives du lac Kirkkojärvi. 
Il a été construit en 1803 selon les plans du général d'origine hollandaise Peter van Suchtelen. 
Le bastion central contient 58 casemates. 
Le bastion mesure 240 mètres de long et est bordé de deux caponnières, Puolikuu 1 ja Puolikuu 2

### Bastion de Savonlinna
Le bastion de Savonlinna est situé à l'est du bastion central, au nord de la rue Kadettikoulunkatu. 
Le bâtiment principal de l'école des officiers de réserve et l'hôpital de la garnison sont situés dans la zone du bastion.

### Bastion d'Hamina
Le Bastion d'Hamina est situé dans la partie orientale de la forteresse, au sud de Kadettikoulunkatu.

### Bastion de Turku
Le bastion de Turku est situé dans la partie sud de la forteresse, à l'est de Maariankatu. Les propriétés du Sénat ont vendu cette partie zone, qui est actuellement une propriété privée.

### Bastion d'Helsinki
Le bastion d'Helsinki a été démoli en 1889, et il ne reste que la tour du drapeau, construite en 1790.
Sur le site du bastion, il y a maintenant une place du marché.

### Bastion de Lappeenranta
Le bastion de Lappeenranta est situé entre la place du marché et la rue Mannerheimintie. 
Le parc Kesäpuisto a été créé dans la zone du bastion dans les années 1850. 
En bordure du parc se trouve la maison Puistotalo, conçue par Karl August Wrede et construite en 1884.

### Bastion d'Hämeenlinna
Le bastion d'Hämeenlinna est situé au nord de Mannerheimintie. 
De nos jours, la poudrière du bastion sert de galerie d'art et de salle de réunion. 
Le théâtre d'été du théâtre d'Hamina est aussi situé dans le bastion d'Hämeenlinna.

## Bâtiments de garde
Le fort était accessible par trois entrées controlées par des gardes.
L'accès à la ville se faisait uniquement par ces postes de sécurité et les nouveaux arrivants devaient remettre leurs passeports et les armes éventuelles au garde de la porte.
La route médiévale Kuninkaantie, allant de Turku à Viipuri, traversait la ville de la porte de Lappeenranta à la porte de Viipuri.

### Porte de Lappeenranta
Le bâtiment de garde de la porte de Lappeenranta situé en bordure de l'actuelle rue Mannerheimintie a été construit en 1774. 
Le bâtiment a servi de poste de garde principal de la forteresse et de la garnison de 1840 à 1974, puis de musée de l'école des officiers de réserve jusqu'en 1995 et plus tard du bureau du Museovirasto. 
Aujourd'hui, le bâtiment est une propriété privée ayant conservé son aspect d'origine.

### Porte de Viipuri
Le bâtiment de garde de la porte de Viipuri est construit en 1774 et est situé le long de l'actuel Kadettikoulunkatu, à côté du bâtiment principal de l'école des officiers de réserve qui l'occupe actuellement. 
L'aspect du bâtiment a changé par rapport à l'original.

### Porte de la mer
Le bâtiment de garde de la porte de la Mer est construit le long de Maariankatu en 1776. 
Le bâtiment garde la route menant au port et est maintenant une propriété privée.

## La forteresse de nos jours
Le bastion central (finnois : bastioni) fut conçu par les Russes comme dépôt central de la forteresse sous la forme de 58 casemates en arche construites en briques. 
Bâti au début du XXe siècle, sa rénovation pris une vingtaine d'années et fut terminée durant l'été 1998. 
Il fut décidé d'utiliser l'immense esplanade encerclée par le bastion comme lieu de festivité. 
On décréta dès lors nécessaire une couverture partielle et temporaire de l'esplanade en vue d'y accueillir différentes manifestations: une structure de toile semblait convenir particulièrement à cette utilisation. 
Les mensurations de l'édifice furent calculées en fonction des besoins du Hamina Tatoo, festival de musique militaire, c'est-à-dire de manière à abriter quatre mille personnes et un espace de parade de 30 m x 60 m. 
L'aire couverte est de 5 800 m2. Sa construction fut achevée en 1998 et coûta 3.25 millions de marks finlandais. Il s'agit du plus grand chapiteau d'Europe. 
Le bastion central accueille, outre le festival international de musique militaire de Hamina, le Hamina Tatoo, qui a lieu tous les deux ans durant la première semaine d'août, différents concerts et manifestations en plein air.